# Blantyre (Malawi)
Blantyre è una città del Malawi, situata nel sud del paese, sulle sponde del fiume Shire. È la seconda città per popolazione (la capitale Lilongwe è la prima) e il principale polo commerciale e industriale. Oggi è capitale della Regione Meridionale e del distretto di Blantyre. 
A Blantyre hanno sede l'emittente televisiva nazionale (Malawi Broadcasting Corporation, MBC), la Corte Suprema del Malawi, e l'Università del Malawi. La città è dotata di un aeroporto internazionale (il Chileka, codice IATA BLZ), collegato con il Sudafrica e con diverse grandi città africane. La città è anche collegata per rotabile a Zomba, Lusaka e Harare e per ferrovia a Beira.
Nei dintorni della città si coltivano tabacco, mais, frumento, caffè; sono inoltre comuni le foreste di albero tung, da cui si ricava un olio usato nella produzione di alcune vernici.
Le attrazioni turistiche della città includono il National Museum (museo di armi e arte tradizionali), la fabbrica di birra Carlsberg (che fu storicamente il primo stabilimento Carlsberg fuori dalla Danimarca) e la galleria d'arte della Mandala House. A circa 8 km dalla città sorge il monte Michiru, meta di escursioni naturalistiche.
Blantyre è la più antica città del Malawi. Fu fondata nel 1876 a partire da una missione della Chiesa di Scozia. Prese il nome dal paese di Blantyre, nel Lanarkshire Meridionale (Scozia), località natia dell'esploratore David Livingstone. Dal 1891 al 1907 fu capoluogo del protettorato britannico dell'Africa Centrale e nel 1956 fu unita alla contigua città di Limbe.

## Amministrazione

### Gemellaggi
Blantyre è gemellata con
- Hannover